# 百褶芭蕉螺
百褶芭蕉螺（学名：Marchia trigonula）为骨螺科長芭蕉螺屬下的一个种。